# Philippe Busquin
Philippe Busquin, född 6 januari 1941 i Feluy, är en belgisk politiker. Han var EU-kommissionär 1999-2004 med ansvar för forskningsfrågor i Prodi-kommissionen  och var 2004-2009 ledamot av Europaparlamentet och dess utskott för industrifrågor, forskning och energi. 
Busquin var dessförinnan utbildningsminister 1980-1982, inrikesminister 1981 och socialminister 1988-1992. Han var ledamot av parlamentet 1977-1999, till en början i representantkammaren (underhuset) och från 1994 i senaten. Han ingick i regionregeringen i Vallonien 1982-1986 och utnämndes till hedersminister (Ministre d'État) 1992. Han är medlem i franskspråkiga socialistpartiet, Parti Socialiste, och var dess ordförande 1992-1999. Han var också vice ordförande i Europeiska socialdemokratiska partiet 1994-1996.
Busquin har universitetsexamen i fysik, miljö och filosofi från Université Libre de Bruxelles.

## Utmärkelser
- Kommendör av Leopoldsorden,  3 december 1987[4]
- Civic Cross, 1st class,  27 juni 1988[4]
- Statsminister i Belgien,  26 maj 1992[4]
- Storkors av Leopold II:s orden,  19 maj 1995[4]
- Hedersdoktor vid Lyon-II-universitetet,  15 oktober 2004[6]
- Honorary doctor from University of Valenciennes,  2009[7]
- Hedersmedborgare i Liège,  2012[8]

[Redigera Wikidata]